# Cyber-shot
Cyber-shot es una línea de cámaras digitales creadas por Sony. La gama de la Cyber-shot es conocida por su batería InfoLithium. La marca Carl Zeiss es el principal proveedor de lentes y diseños generales en modelos elegidos; aunque en modelos recientes se utilizan también lentes Sony G (Por ejemplo las HX7V y HX9V entre otras). Todas las cámaras Cyber-shot usan memorias Memoria Stick or Memory Stick PRO Duo, propiedad de Sony y Flash memory. Algunos modelos de alta gama también soportan CompactFlash. Todos los modelos de Cyber-shot tienen como prefijo en el nombre de la foto "DSC", ejemplo: "DSC-número de la foto.JPG", acrónimo de "Digital Still Camera" (Cámara Digital Fija). Se refiere a imágenes fijas fotográficas, no de video.

## Modelos

### Serie F
Serie de Gama alta con lente giratorio y visor digital

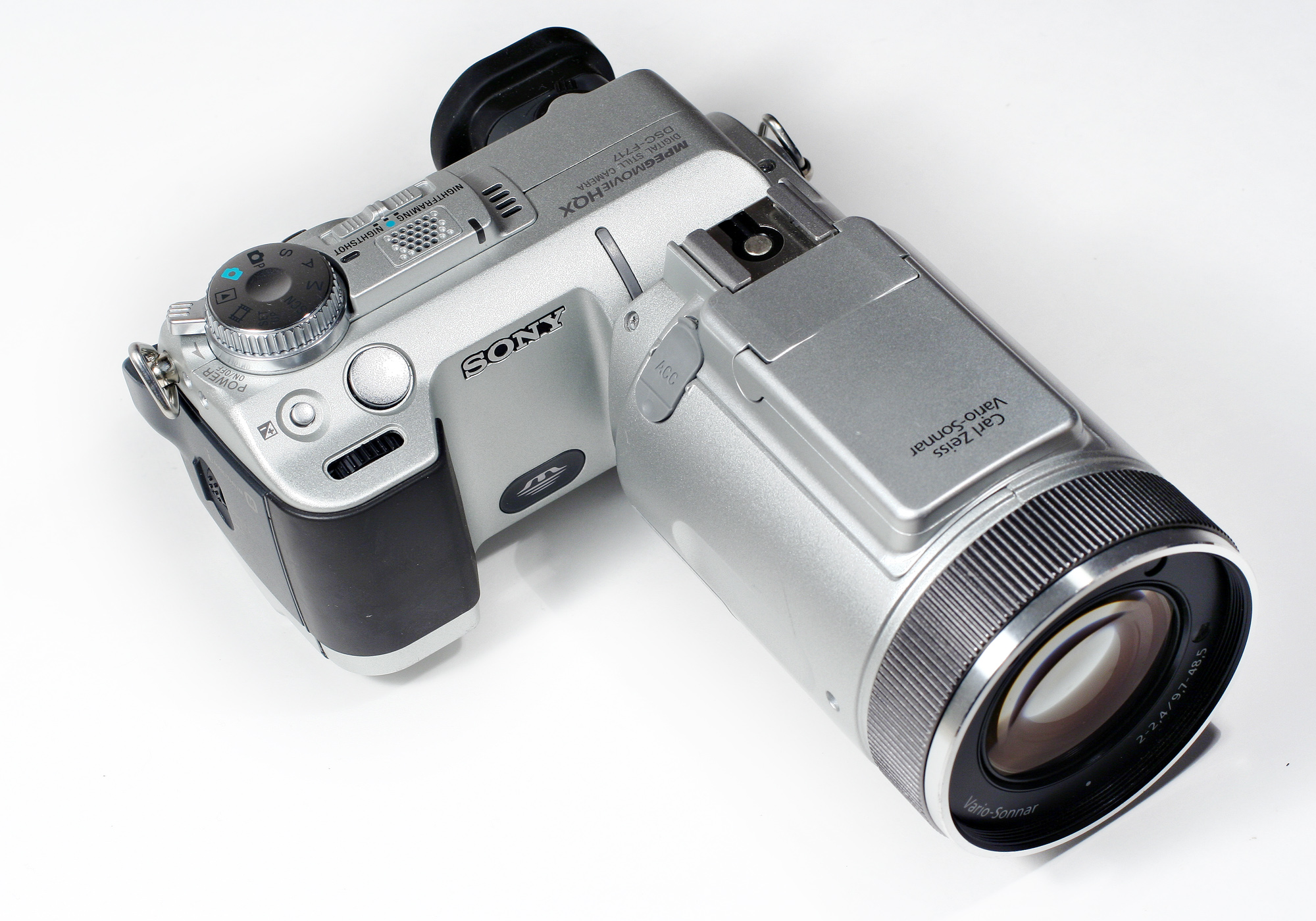
Sony Cyber-shot DSC-F717.

- DSC-F1 (1996, 2 megapixeles, 2.5x zum digital, con un 180° de lente giratorio y flash)
- DSC-F55 (1999, 2.1 megapixeles, 37 mm objetivo de la lente, 2.5x zum digital, 1/2" sensor)[1]
- DSC-F55V (2000, 2.6 megapixel, 37 mm objetivo de la lente, 2x zum digital, 1/1.8" sensor)[2]
- DSC-F88 (2004, 5.0 megapixel, 3x 38-114 mm objetivo del zoom, 1/2.4" sensor)[3]
- DSC-F505 (1999, 5x 38-190 mm objetivo del zoom óptico, 1/2" sensor)[4]
- DSC-F505V (5x 38-190 mm objetivo del zoom óptico, 1/1.8" sensor)[5]
- DSC-F707 (2001, 5x 38-190 mm objetivo del zoom óptico, 2/3" sensor)[6]
- DSC-F717 (5x 38-190 mm objetivo del zoom óptico, 2/3" sensor)[7]
- DSC-F828 (2003, 8.0 megapixel, 7.1x 28-200 mm objetivo del zoom óptico, 4-color (RGBE) 2/3" sensor)[8]

### G series
- DSC-G1 (abril de 2007, 6.0 megapixeles, 2GB memoria interna, 3x zoom óptico, tecnología de seguimiento de rostro)
- DSC-G3 (enero de 2009, 10.0 megapixeles, Wi-Fi y navegación por internet integrado, lentes Carl Zeiss, 4x zoom óptico, reconocimiento de rostro)[9]

### H series
Bridge digital camera series

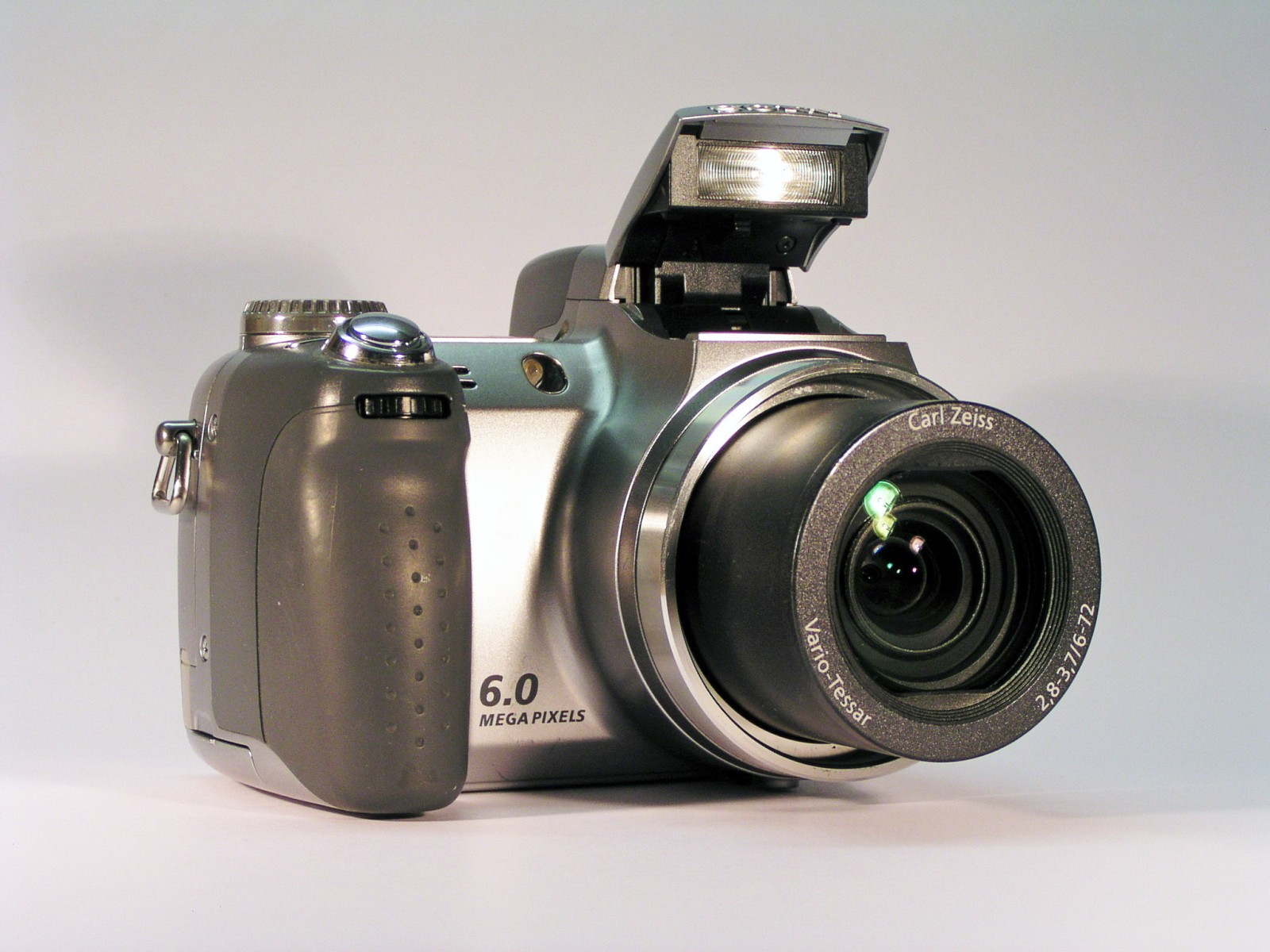
Sony Cyber-shot DSC-H2.

- DSC-H1 (2005, 2.5" LCD, 5.1 megapixeles, 12x zoom óptico)[10]
- DSC-H2 (2006, 2" LCD, 6 megapixeles, 12x zoom óptico)[11]
- DSC-H3 (2008, 8.1 megapixel, 10x optical zoom, salida HDTV)[12]
- DSC-H5 (2006, 3" LCD, 7.2 megapixeles, 12x zoom óptico)[13]
- DSC-H7 (2007, 2.5" LCD, 8.1 megapixeles, 15x zoom óptico)[14]
- DSC-H9 (2007, 3.0" LCD táctil, 8.1 megapixeles, 15x zoom óptico)[15]
- DSC-H10 (2008, 8.1 megapixeles, 10x zoom óptico)[16]
- DSC-H20 (2009, 3" LCD, 10.1 megapixeles, 10x zoom óptico)
- DSC-H50 (2008, 9.1 megapixeles, 15x zoom óptico)
- DSC-HX1 (2009, 9.1 megapixeles, 20x zoom óptico)
- DSC-HX5V (2010, 10.2 megapixeles, 10x zoom óptico, video FULL-HD 1080i, GPS y brújula digital)
- DSC-HX7V (2011, 16.2 megapixeles, 10x zoom óptico, video FULL-HD 1080i, GPS, brújula digital y 3D)
- DSC-HX9V (2011, 16.2 megapixeles, 16x zoom óptico, video FULL-HD 1080p, GPS, brújula digital y 3D)
- DSC-HX10V (2012, 18.2 megapixeles, 16x zoom óptico, Sony Lens G, video FULL-HD 1080p, GPS, brújula digital y 3D)
- DSC-HX20V (2012, 18.2 megapixeles, 20x zoom óptico, Sony Lens G, video FULL-HD 1080p, GPS, brújula digital, GPS y 3D)[17]
- DSC-HX200V (2012,18 megapíxeles, 30x zoom óptico, video Full-HD 1080p, GPS, brújula digital, barrido panorámico, barrido panorámico 3d, 3D)
- DSC-HX300 (2013, 20.4 megapíxeles, 50x zoom óptico, Carl Zeiss Vario Tessar, video Full-HD 1080p, GPS, brújula digital, barrido panorámico, barrido panorámico 3d, Fotos 3D, Sensor CMOS Exmor R)

### L series
- DSC-L1 (2004, 4.0 megapixeles, 3x zoom óptico)[18]

### M series
Compact cameras with a unique vertical-grip design and an articulated screen
- DSC-M1 (2004, 5.0 megapixeles, 3x zoom óptico)
- DSC-M2 (2005, 5.0 megapixeles, 3x zoom óptico)

### N series

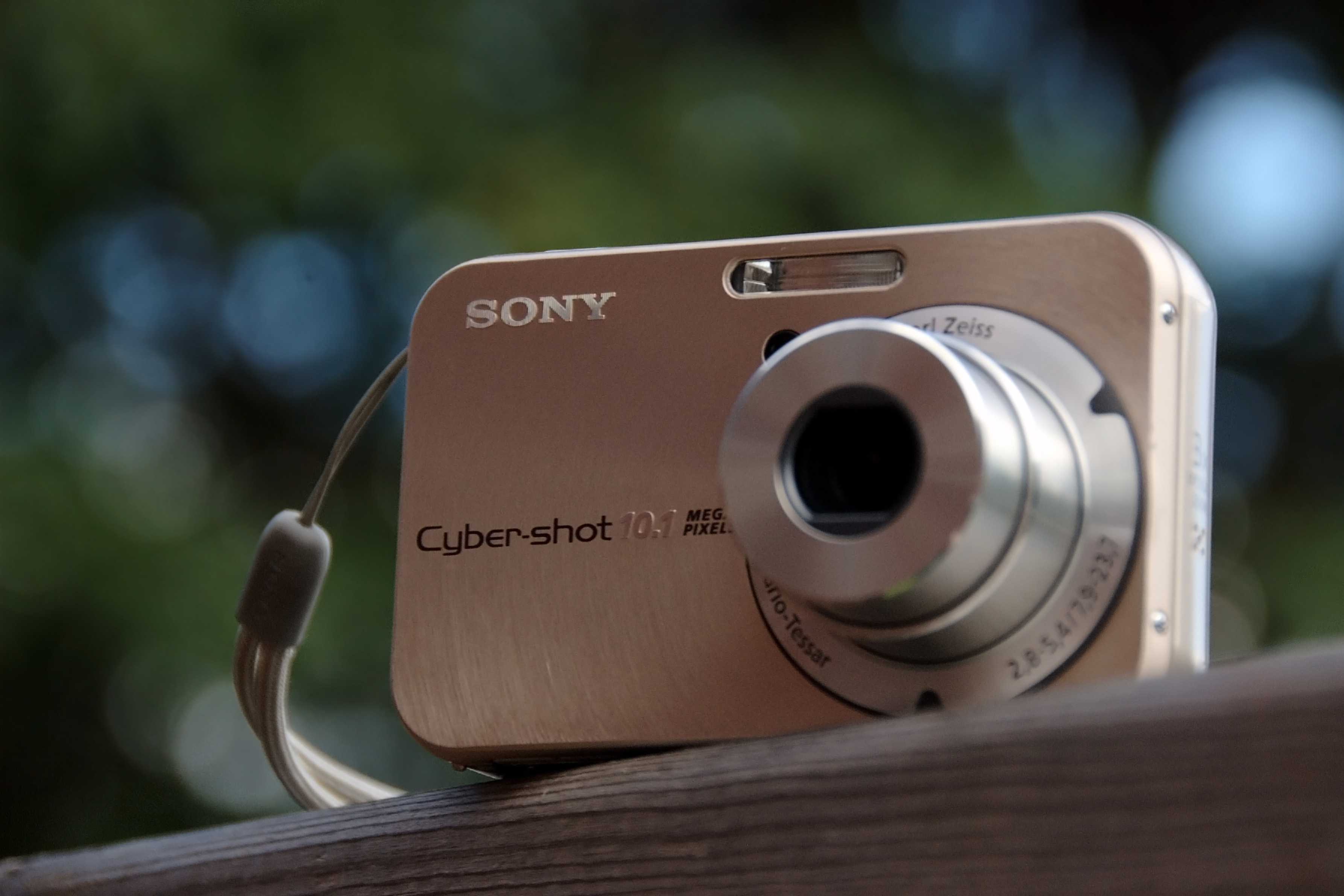
Sony Cyber-shot DSC-N2.

- DSC-N1 (2005, 3" LCD táctil, 8.1 megapixeles, 3x zoom óptico)[19]
- DSC-N2 (2006, 3" LCD táctil, 10.1 megapixeles, 3x zoom óptico)[20]

### P series

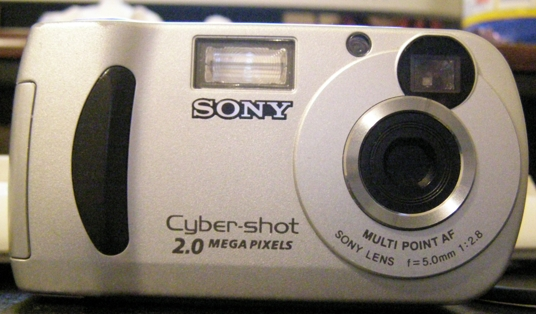
Sony Cyber-Shot DSC-P31.

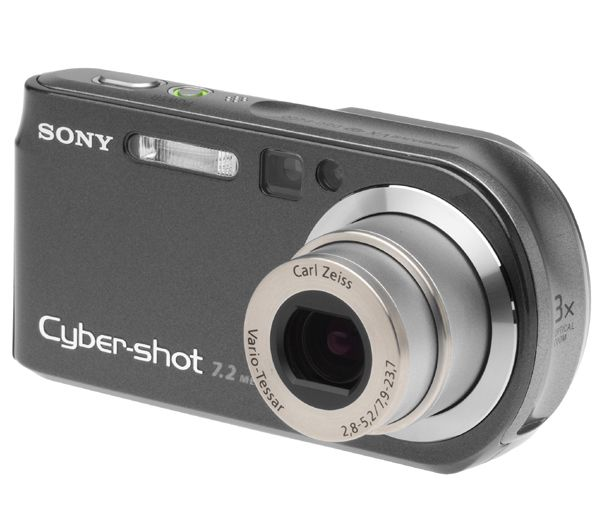
Sony Cyber-Shot DSC-P200.

Cámara digital Ultracompacta con un borde distintivo.
- DSC-P1 (2000, 1.5" LCD, 3 megapixeles, 3x zoom óptico)[21]
- DSC-P2
- DSC-P3
- DSC-P5
- DSC-P7 (3.1 megapixel, 3x zoom óptico)[22]
- DSC-P8 (2003, 1.5" LCD, 3.1 megapixel, 3x zoom óptico)[23]
- DSC-P9 (2002, 1.5" LCD, 4.0 megapixel, 3x zoom óptico)
- DSC-P10 (2003, 1.5" LCD, 5.0 megapixel, 3x zoom óptico)
- DSC-P12 (Lo mismo que la DSC-P10, empaquetado con más accesorios)
- DSC-P20 (2001–2002, 1.3 megapixeles, 3x zum digital)[24]
- DSC-P31 (2002–2003, 2 megapixeles, 3x zum digital)[25]
- DSC-P32 (3.2 megapixel, 1.6x zum digital)[26]
- DSC-P41 (2004, 4.1 megapixeles, lente fijo.)
- DSC-P50 (2.1 megapixeles, 3x zoom óptico)
- DSC-P51 (2.1 megapixeles, 2x zoom óptico)
- DSC-P52 (2003, 3.2 megapixeles, 2x zoom óptico)
- DSC-P53
- DSC-P71 (2002, 3 megapixeles, 3x zoom óptico).
- DSC-P72 (2003, 3.2 megapixeles, 3x zoom óptico).
- DSC-P73 (2004, 4.1 megapixeles, 3x zoom óptico)[27]
- DSC-P92 (2003, 5 megapixeles, 3x zoom óptico)[28]
- DSC-P93 (2004, 5.0 megapixel, 3x zoom óptico)[29]
- DSC-P100 (2004, 5.1 megapixel, 3x zoom óptico)[30]
- DSC-P120 (versión, edición especial de DSC-P100)
- DSC-P150 (2004, 7.2 megapixeles, 3x zoom óptico)
- DSC-P200 (2005, 2" pantalla LCD, 7.2 megapixeles, 3x zoom óptico)[31]

### R series
Bridge digital camera con formato del sensor de imagen APS-C
- DSC-R1 (2005–2006, 10.3 megapixel. 5x 24-120 mm equivalent optical zoom, first Cyber-shot to use CMOS)[32][33]

### S series

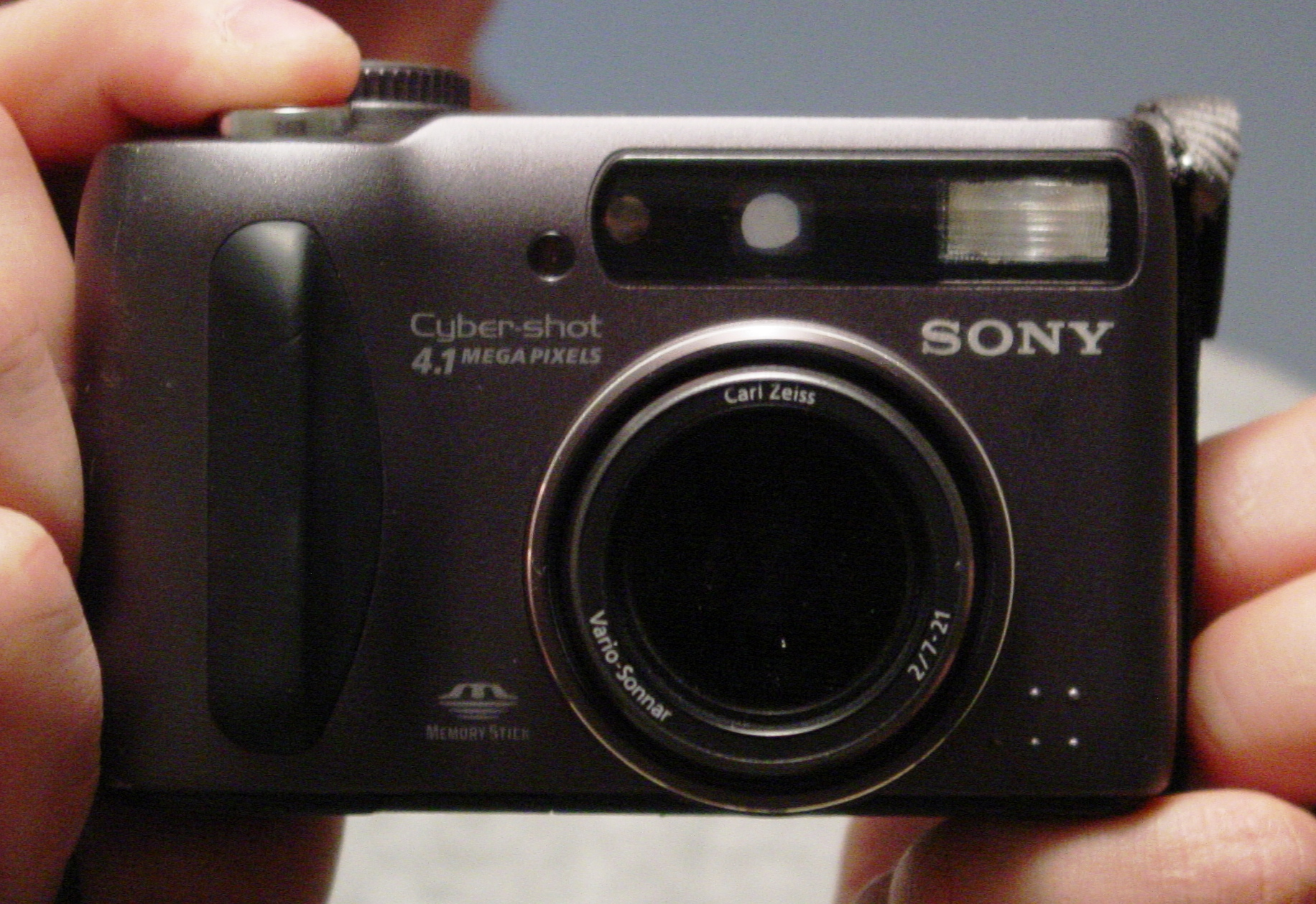
Sony Cyber-shot DSC-S85.

La serie S se distingue por ser la más económica de Sony, por no incluir baterías Info-Lithium sino alimentación por batería AA, excepto la DSC-S85.
- DSC-S30 (2000, 1.3 megapixel, 3x optical zoom)
- DSC-S40 (2005, 4.0 megapixel, 3x optical zoom)
- DSC-S50 (2005, 2.1 megapixel, 3x optical zoom)
- DSC-S60 (2005, 2" LCD, 4.0 megapixel)[34]

- DSC-S70 (2000, 3.3 megapixel)[35]
- DSC-S75 (2001, 3.3 megapixel)[36]
- DSC-S80 (2005, 4.1 megapixel, 3x optical zoom)[37]
- DSC-S85 (2001, 4.1 megapixel)[38]
- DSC-S90 (2005, 4.1 megapixel, 3x optical zoom)[39]
- DSC-S500 (6.0 megapixel. 3x optical zoom)[40]
- DSC-S600 (2006, 6.0 megapixel. 3x optical zoom)[41]
- DSC-S650 (2007, 7.2 megapixel, 3x optical zoom)(Misma que DSC-S700 pero con la pantalla más pequeña.)
- DSC-S700 (2007, 7.2 megapixel, 3x optical zoom)
- DSC-S730 (2008, 7.2 megapixel. 3x optical zoom)
- DSC-S750 (2008, 7.2 megapixel. 3x optical zoom)
- DSC-S780 (2008, 8.1 megapixel. 3x optical zoom)
- DSC-S800 (2007, 8.1 megapixel. 6x optical zoom)
- DSC-S930 (10.1 megapixel. 3x optical zoom)
- DSC-S1900 (10.1 megapixel. 3x optical zoom)

### T series
Ultra-thin compact cameras
- DSC-T1 (2004, 5.1 megapixel. 3x optical zoom)[42]
- DSC-T2 (2007, 8.1 megapixel. 3x optical zoom, 4GB internal storage)
- DSC-T3 (2004, 5 megapixel. 3x optical zoom)[43]
- DSC-T5 (2005, 2.5" LCD, 5 megapixel, 3x optical zoom)[44]
- DSC-T7 (2005, 2.5" LCD, 5.1 megapixel, 3x optical zoom)[45]
- DSC-T9 (2006, 2.5" LCD, 6 megapixel, 3x optical zoom)[46]
- DSC-T10 (2006, 2.5" LCD, 7.2 megapixel, 3x optical zoom)
- DSC-T11 (2004, 5.0 megapixel, 3x optical zoom)
- DSC-T20 (2007, 8.0 megapixel, 3x optical zoom)[47]
- DSC-T30 (2006, 3" LCD, 7.2 megapixel, 3x optical zoom)[48]
- DSC-T33 (2005, 5.1 megapixel, 3x optical zoom)
- DSC-T50 (3.0" LCD touch panel, 7.2 megapixel. 3x optical zoom)[49]
- DSC-T70 (2007, 8.1 megapixel, 3.0" LCD touch panel, 3x optical zoom)
- DSC-T75 (2007, 8.1 megapixel, 3.0" LCD touch panel, 3x optical zoom)
- DSC-T77 (sep 2008, 10.1 megapixel, 3.0" LCD touch panel, 4x optical zoom)
- DSC-T90 (marzo de 2009, 12.1 megapixel, 3.0" LCD touch panel, 4x optical zoom, 720p HD Movies)
- DSC-T100 (3.0" LCD, 8.0 megapixel. 5x optical zoom)[47]
- DSC-T200 (septiembre de 2007, 3.5" touch panel LCD, 8.1 megapixel, 5x optical zoom)
- DSC-T300 (marzo de 2008, 3.5" touch panel LCD, 10.1 megapixel, 5x optical zoom)
- DSC-T500 (octubre de 2008, 3.5" touch panel LCD, 10.1 megapixel, 5x optical zoom, 720p HD Movies)
- DSC-T700 (septiembre de 2008, 3.5" touch panel LCD, 4 GB internal memory , 10.1 megapixel, 4x optical zoom)
- DSC-T900 (marzo de 2009, 12.1 megapixel, 3.5" LCD touch panel, 4x optical zoom, 720p HD Movies)

### U series
Sub-miniature camera
- DSC-U10
- DSC-U20
- DSC-U30 (2003, 2.0 megapixel)
- DSC-U40
- DSC-U50
- DSC-U60

### V series
'Prosumer' level  Bridge digital cameras
- DSC-V1 (2003, 1.5" LCD, 5.0 megapixel, 4x optical zoom)[51]
- DSC-V3 (2004, 2.5" LCD, 7.1 megapixel, 4x optical zoom)[52]

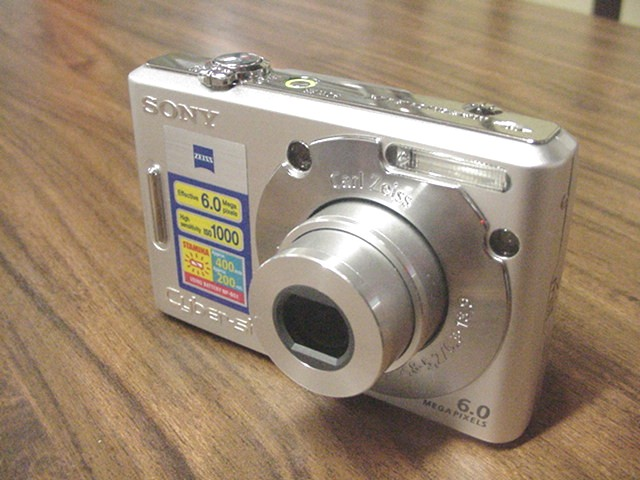
Sony Cyber-shot DSC-W30.

### W series
Cameras using wide angle lens and special coating
- DSC-W1 (2004, 5.0 megapixel, 3x optical zoom)
- DSC-W5 (2005, 5.1 megapixel, 3x optical zoom)
- DSC-W7 (2005, 7.1 megapixel, 3x optical zoom)
- DSC-W30 (2006, 6 megapixel, 3x optical zoom)[53]
- DSC-W35 (2007, 7.2 megapixel, 3x optical zoom)
- DSC-W50 (2006, 6.2 megapixel, 3x optical zoom)[54]
- DSC-W55 (2007, 7.2 megapixel, 3x optical zoom)

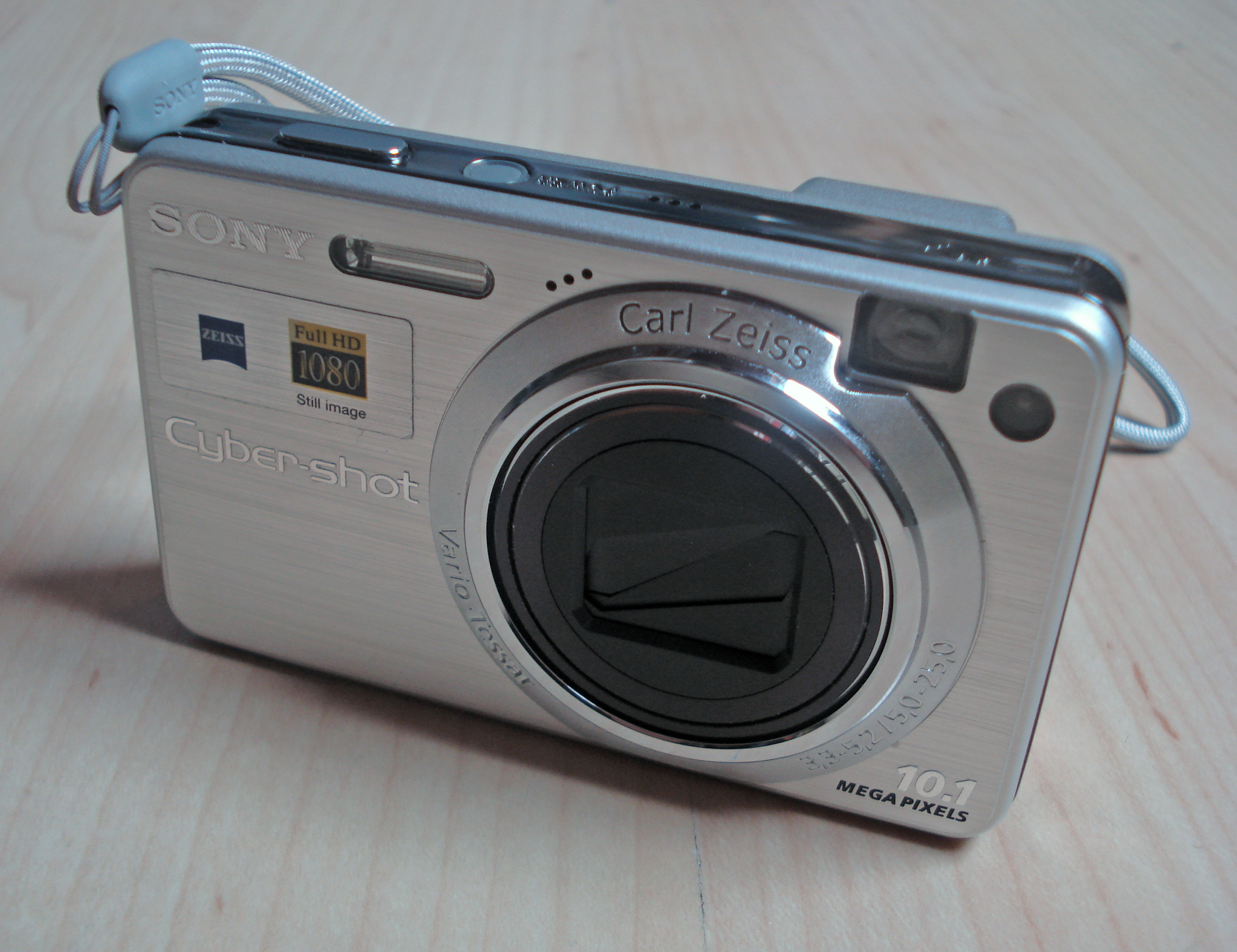
Sony Cyber-shot DSC-W170.

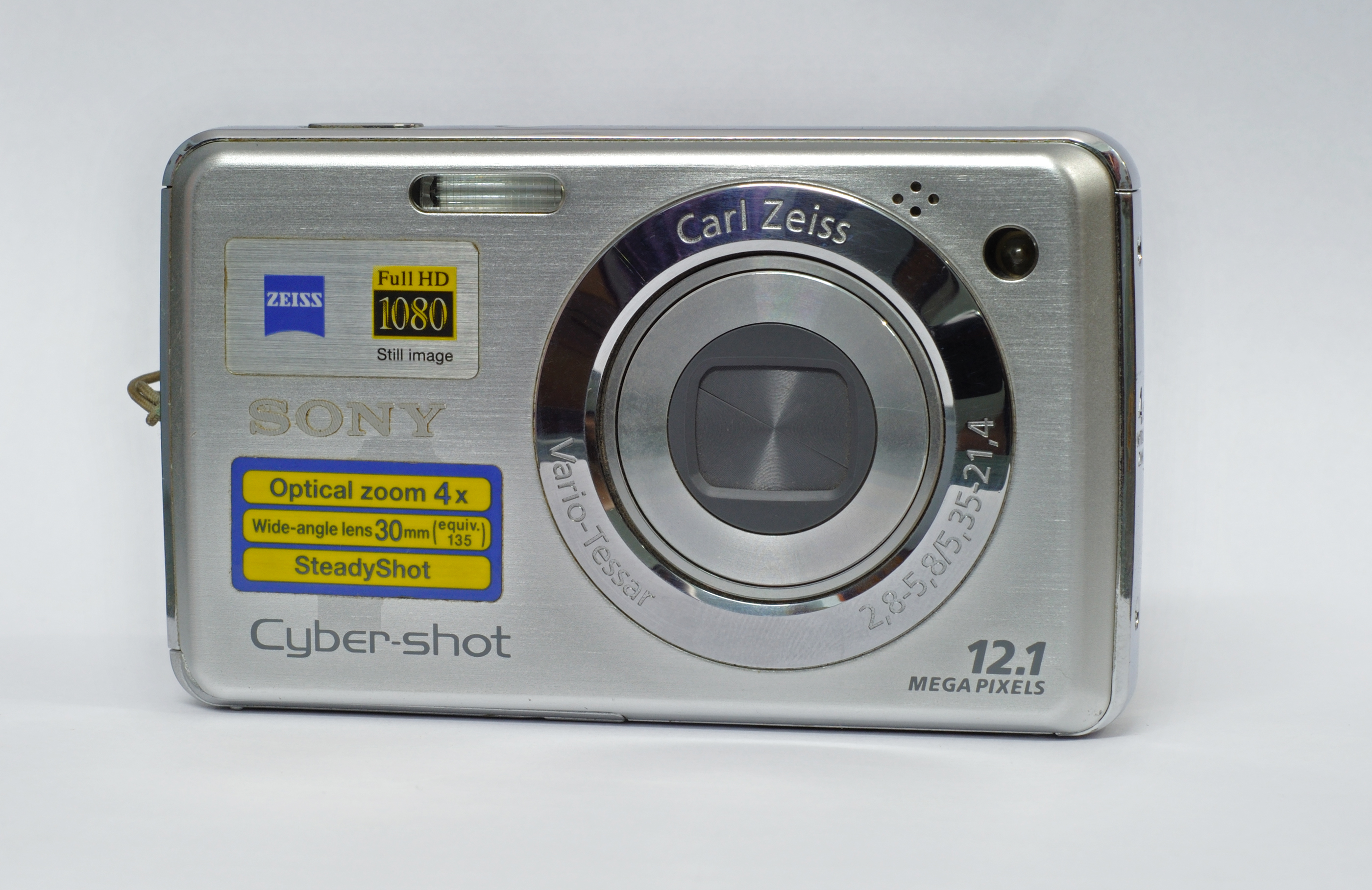
Sony Cyber-shot DSC-W210 (2009)

- DSC-W70 (2006, 7.2 megapixel, 3x optical zoom)
- DSC-W80 (2007, 7.2 megapixel, 3x optical zoom, HDTV output)
- DSC-W90 (8.1 megapixel, 3x optical zoom)
- DSC-W100 (2006, 8.1 megapixel, 3x optical zoom)[55]
- DSC-W110 (2008, 7.2 megapixel, 4x optical zoom)
- DSC-W120 (2008, 7.2 megapixel, 4x optical zoom)

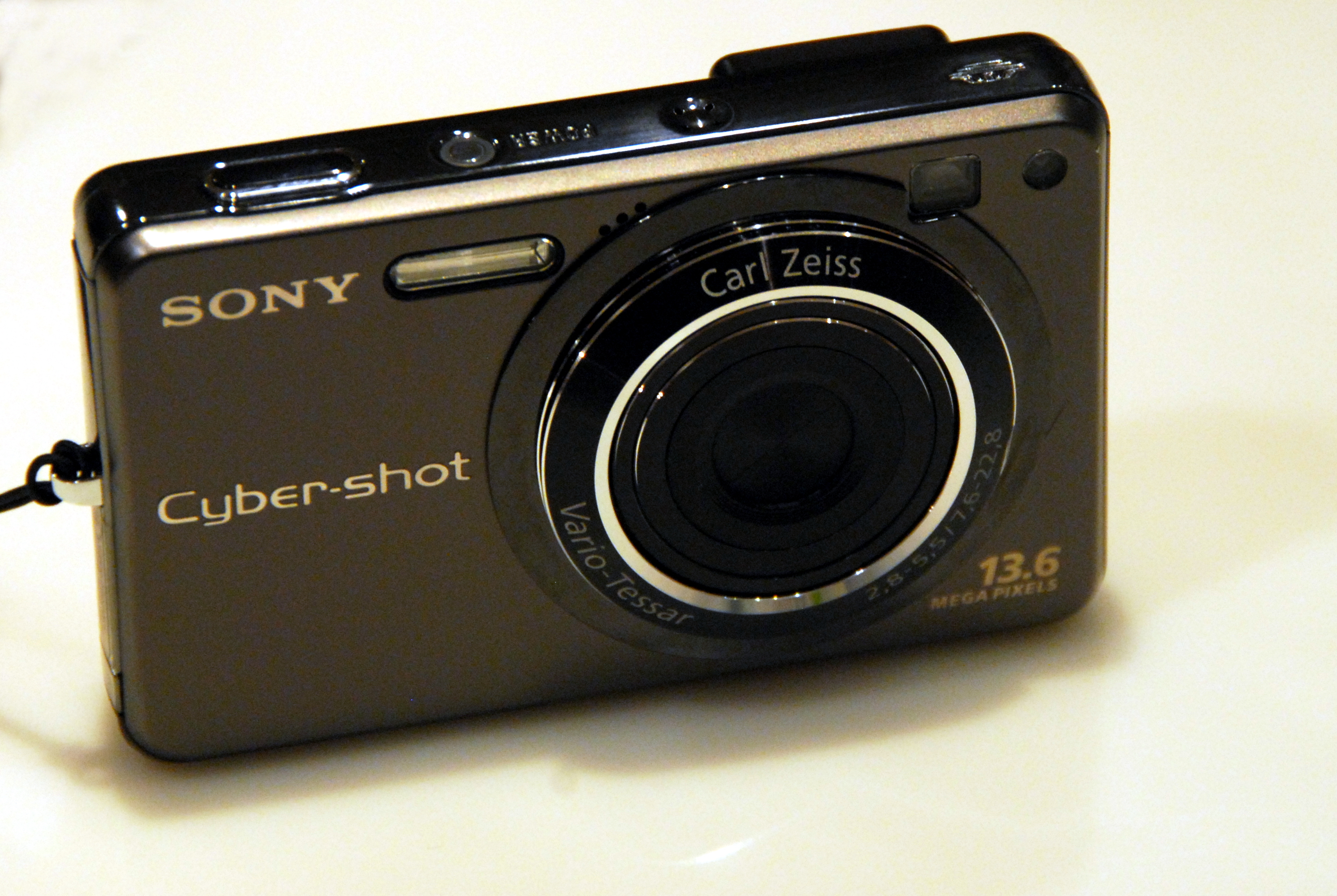
Sony Cyber-shot DSC-W300.

- DSC-W130 (2008, 8.1 megapixel, 4x optical zoom)
- DSC-W150 (2008, 8.1 megapixel, 5x optical zoom)
- DSC-W170 (2008, 10.1 megapixel, 5x optical zoom)

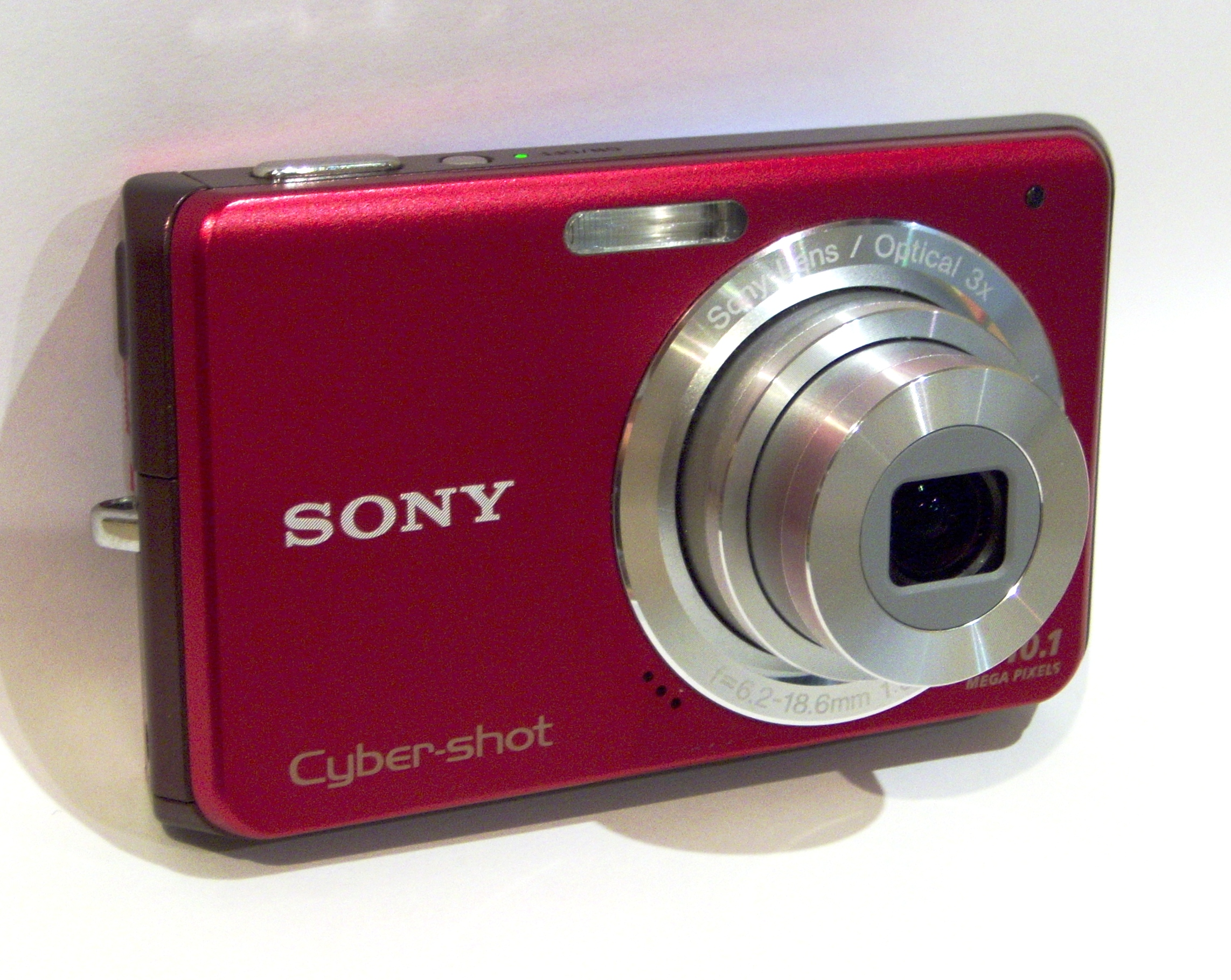
Sony DSC-W180.

- DSC-W180 (10.1 megapixel, 3x optical zoom)[56]
- DSC-W200 (2007, 12.1 megapixel, 3x optical zoom)[57]
- DSC-W210 (2009, 12.1 megapixel, 4x optical zoom)
- DSC-W220 (2009, 12.1 megapixel, 4x optical zoom)
- DSC-W230 (2009, 12.1 megapixel, 4x optical zoom)
- DSC-W275 (2009, 12.1 megapixel, 5x optical zoom)
- DSC-W290 (2009, 12.1 megapixel, 5x optical zoom)
- DSC-W300 (May 2008, 13.6 megapixel, 3x optical zoom)[58]
- DSC-W310 (2010, 12.1 megapixel, 4x optical zoom, 2.7˝ LCD)
- DSC-W320 (2010, 14.1 megapixel, 4x optical zoom, 2.7˝ LCD)
- DSC-W330 (2010, 14.1 megapixel, 4x optical zoom, 3.0˝ LCD)
- DSC-W350 (2010, 14.1 megapixel, 4x optical zoom, HD Movie 720p, 2.7˝ LCD)
- DSC-W360 (2010, 14.1 megapixel, 4x optical zoom, HD Movie 720p, 3.0˝ LCD)
- DSC-W370 (2010, 14.1 megapixel, 7x optical zoom, HD Movie 720p, 3.0˝ LCD)
- DSC-W380 (2010, 14.1 megapixel, 5x optical zoom, HD Movie 720p, 2.7˝ LCD)
- DSC-W390 (2010, 14.1 megapixel, 5x optical zoom, HD Movie 720p, 3.0˝ LCD)
- DSC-W510 (2011, 12.1 megapixel, 4x optical zoom, 2.7" LCD)
- DSC-W520 (2011, 14.1 megapixel, 5x optical zoom, 2.7" LCD)
- DSC-W530 (2011, 14.1 megapixel, 4x optical zoom, 2.7" LCD)
- DSC-W550 (2011, 14.1 megapixel, 4x optical zoom, 3.0" LCD)
- DSC-W560 (2011, 14.1 megapixel, 4x optical zoom, HD Movie 720p, 3.0" LCD)
- DSC-W570 (2011, 16.1 megapixel, 5x optical zoom, HD Movie 720p, 2.7" LCD)
- DSC-W580 (2011, 16.1 megapixel, 5x optical zoom, HD Movie 720p, 3.0" LCD)
- DSC-W800 (2014, 20.1 megapixels, 5x optical zoom, HD Movie 720p, 2.7" LCD)
- DSC-WX1  (2009, 10.2 megapixel, NO Manual Mode, 5x optical zoom, G Lens, Sweep Panorama, HD Movie 720p)[59]
- DSC-WX5  (2010, 12.2 megapixel, 5x optical zoom, G Lens, 3D Sweep Panorama, HD Movie 1080i, 2.8˝ LCD)
- DSC-WX7  (2011, 16.2 megapixel, 5x optical zoom, 3D Sweep Panorama, HD Movie 1080i, 2.3˝ LCD)
- DSC-WX9  (2011, 16.2 megapixel, 5x optical zoom, 3D Sweep Panorama, Full HD 1080/60i video, 3.0˝ LCD)
- DSC-WX10  (2011, 16.2 megapixel, 7x optical zoom, G Lens, 3D Sweep Panorama, HD Movie 1080i, 2.8˝ LCD)
- DSC-WX50  (2012, 16.1 megapixel, 5x optical zoom, Carl Zeiss-Vario Tessar, 3D Sweep Panorama, Full HD AVCHD Movie 1080i, 2.7˝ LCD, CMOS Exmor R)
- DSC-WX100  (2012, 18.2 megapixel, 10x optical zoom, Sony Lens G, 3D Sweep Panorama, Full HD AVCHD Movie 1080i, 2.7˝ LCD, CMOS Exmor R)
- DSC-WX60  (2013, 16.2 megapixel, 8x optical zoom, Carl Zeiss-Vario Tessar, 3D Sweep Panorama, Full HD AVCHD Movie 1080i, 2.7˝ LCD, CMOS Exmor R)
- DSC-WX80  (2013, 16.2 megapixel, 8x optical zoom, Carl Zeiss-Vario Tessar, 3D Sweep Panorama, Full HD AVCHD Movie 1080i, 2.7˝ LCD, CMOS Exmor R, Wi-Fi)
- DSC-WX200  (2013, 18.2 megapixel, 10x optical zoom, Sony Lens G, 3D Sweep Panorama, Full HD AVCHD Movie 1080i, 2.7˝ LCD, CMOS Exmor R, Wi-Fi)
- DSC-WX300  (2013, 18.2 megapixel, 20x optical zoom, Sony Lens G, 3D Sweep Panorama, Full HD AVCHD Movie 1080i, 2.7˝ LCD, CMOS Exmor R, Wi-Fi)

### Teléfonos Móviles Sony Ericsson
En 2006, Sony y Ericsson crearon la alianza comercial, Sony Ericsson y lanzaron la marca Cyber-Shot en el celular K800; presentaron una cámara digital Cyber-Shot de 3.2 megapixel y un flash de Xenón.
El 6 de febrero de 2007, Sony Ericsson anuncia el teléfono Cyber-Shot K810. Gracias al éxito de K800, el K810 incluye una cámara de 3.2 megapixeles con autofoco, que la asemeja más a una cámara digital.
Sony Ericsson además expandió su marca Cyber-Shot, a dispositivos de rango-medio, como el Sony Ericsson K500|K550, que incluía una cámara de 2.0 Megapixel con autofoco y flash LED.
Sony Ericsson anunció su teléfono estrella  k850 el 14 de junio de 2007; y su modelo K770 el 3 de febrero de 2008.
Todos los teléfonos Cyber-Shot incluyen lo siguiente:
-Diseño similar a una cámara digital
-Zum digital
-Auto foco
-Flash (Xenón o LED) con reducción del rojo del ojo
-Estabilizador de imagen
-Photo Fix
-Photo DJ
-BestPic
-Photo Blogging
-Reproductor de video
-Grabador de video
-Estabilizador de video
-Video streaming
En Japón, Sony Ericsson usó el nombre Cyber-Shot en el SO905iCS, 'CS' son las iniciales de Cyber-Shot. El sistema traía un sensor 'Exmor' que se puede ver también en el A700 DSLR de Sony, así como en la 'smile shutter', la pantalla BRAVIA tiene un mecanismo de zoom óptico de 3x.
Como sucesor para la popular serie K, Sony Ericsson introdujo la serie 'C'. El primer dispositivo lanzado bajo esta categoría fue el C902 de 5.0 megapixels, y el 905 anunciado poco tiempo después. El 905 señala la entrada de Sony Ericsson en la lucha de los 8.0 megapixel, y con las grandes credenciales de sus cámaras, se espera que el 905 le ofrezca a sus usuarios una gran experiencia fotográfica.
A la fecha, los modelos de Cyber-Shot K800i han aparecido en las últimas dos películas de James Bond y en la próxima Quantum of Solace, James Bond usará la edición especial C902 Titanium.